# Balkon
Balkon je arhitektonski element (izbočen i ograđen prostor na katovima građevina). Obično je ukrašen te ima estetsku svrhu. U Europi se počinje masovno graditi u doba renesanse dok se prije gradi vrlo rijetko.
Balkon je i naziv za povišeni dio gledališta u kazalištu ili koncertnoj dvorani često s odvojenim ložama i zasebnim ulazima.

## Galerija
- Julijin balkon, vila Capuleti u Veroni.
- Drveni balkon ukrašen rezbarijama, Kumrovec, Hrvatska.
- Édouard Manet: Le balcon.
- Auf dem Balkon (na balkonu), Oscara Bluhma.
- Katalonski modernizam (nepoznati arhitekt), balkon od kovanog željeza.